# Schorgast
Die Schorgast ist ein insgesamt gut 19 km langer, in westliche Richtungen verlaufender rechter Nebenfluss des Weißen Mains in Oberfranken. Der längste Strang über den von Norden kommenden Perlbach erreicht knapp 30 km.

## Name
Als Ortsname tritt der Name im Jahr 1109 als Scoregast erstmals schriftlich in Erscheinung. Der Name leitet sich wahrscheinlich von einem slawischen Personennamen *Skorogost ab.

## Geographie

### Verlauf
Die noch weitgehend naturbelassene Schorgast, nach der auch das Tal benannt ist, entspringt im östlichen Gemeindegebiet von Marktschorgast. Ein Teil der dortigen Quellen wurde früher für die Trinkwasserversorgung der Gemeinde genutzt. Die Bahnstrecke Bamberg – Hof, Teil der Ludwig-Süd-Nord-Bahn von Lindau nach Hof, berührt oberhalb der Schiefen Ebene den Südostrand des Schorgast-Einzugsgebietes. Wenig westlich von Marktschorgast strömt dem Bach von Norden der gut fünfmal so wasserreiche und gut zehn Kilometer längere Perlbach zu, der damit gewässerkundlich der obere Teil des Hauptstrangs des Schorgast-Flusssystems ist. Auf ihrem weiteren Lauf nach Westen nimmt die Schorgast den Weißenbach, die ihr ebenbürtige Koser und die Untere Steinach auf.
Die Schorgast durchfließt die Orte Marktschorgast, Wirsberg, Ludwigschorgast und Untersteinach. Bei Ködnitz-Kauerndorf mündet sie, inzwischen ein kleiner Fluss mit einer mittleren Wasserführung von 3,74 m³/s, in den dort nur etwa 13 % wasserreicheren Weißen Main.

### Flusssystem Schorgast
Das Flusssystem der Schorgast ist annähernd baumartig (dendritisch) strukturiert, was sich im häufigen Zusammenfließen fast gleich großer Wasserläufe widerspiegelt (Schorgast – Koser, Große Kose – Kleine Koser, Schorgast – Untere Steinach, Schlackenmühlbach – Großer Rehbach) und zugleich die Gefahr sich addierender Hochwasserspitzen mit sich bringt. Im Bereich des Frankenwaldes gibt es Übergänge zu einer Parallelstruktur. Als wichtigste Sammellinie fungiert die Fränkische Linie entlang des Frankenwald-Westrandes, entlang derer sich die größten Fließgewässer des Systems, Schorgast und Untere Steinach, aufeinander zubewegen.
Zu den Fließgewässern im Einzelnen siehe die Listen der Fließgewässer im Flusssystem Schorgast und im übergeordneten Flusssystem Weißer Main.

### Zuflüsse
- Perlenbach (rechts), 13,6 km, 27,1 km², bei der Marktschorgast-Grundmühle, 438 m ü. NHN
- Weißenbach (rechts), 3,2 km, südsüdöstlich von Wirsberg-Weißenbach, 409 m ü. NHN
- Koser (Koserbach) (rechts), 14,0 km, 38,2 km², in Wirsberg, 369 m ü. NHN
- Buchbächlein mit Unterlauf Gerbersbach (rechts), vor Ludwigschorgast, 335 m ü. NHN
- Steckbach (links), 0,5 km (mit linkem Oberlauf Hutweidbach 4,9 km), an der Erlenmühle von Ludwigschorgast, 324 m ü. NHN
- Arnitz (rechts'), 2,5 km[8], nach der Drahtmühle von Ludwigschorgast, 322 m ü. NHN
- Untere Steinach (rechts), 24,7 km und 139,5 km², am Südrand von Untersteinach, 316 m ü. NHN